# Semana Internacional de Cine de Valladolid 2015
La 60.ª edición de la Semana Internacional de Cine de Valladolid se celebró entre el 24 y el 31 de octubre de 2015.

## Secciones y ciclos

### Sección Oficial
En la sección oficial participaron las siguientes producciones:
Largometrajes
- 45 Years, de Andrew Haigh, 2015,  Reino Unido
- An (Una pasteleria en Tokio), de Naomi Kawase, 2014,  Francia -  Japón -  Alemania
- Aurora, de Rodrigo Sepúlveda, 2014,  Chile
- Beeba Boys, de Deepa Mehta, 2015,  Canadá
- Dégradé, de Tarzan & Arab Nasser, 2015,  Palestina -  Francia
- De ce eu? (Why Me?), de Tudor Giurgiu, 2015,  Rumania -  Bulgaria -  Hungría
- Dheepan, de Jacques Audiard, 2015,  Francia
- Die abhandene Welt (The  Misplaced  World), de Margarethe von Trotta, 2015,  Alemania
- Elser (13 Minutes), de Oliver Hirschbiegel, 2015,  Alemania
- Fúsi (Virgin Mountain), de Dagur Kári, 2014,  Islandia -  Dinamarca
- Hatuna MeNiyar (Wedding Doll), de Nitzan Giladi, 2015,  Israel
- Hrútar (Rams, el Valle de los Carneros), de Grimur Hakonarson, 2015,  Islandia
- La adopción, de Daniela Fejerman, 2015,  España -  Lituania
- L’artèria invisible, de Pere Vilà Barceló, 2015,  España
- Mustang, de Deniz Gamze Ergüven, 2015,  Turquía -  Francia -  Alemania -  Catar
- Nadie quiere la noche, de Isabel Coixet, 2015,  España -  Francia (fuera de concurso)
- Nahid, de Ida Panahandeh, 2015,  Irán
- The Girl King, de Mika Kaurismäki, 2015,  Finlandia -  Alemania -  Canadá -  Suecia
- Tikkun, de Avishai Sivan, 2015,  Israel
- Une histoire de Fou, de Robert Guédiguian, 2015,  Francia -  Líbano
- Incidencias, de José Corbacho y Juan Cruz, 2015,  España (fuera de concurso)
- Zonda, folclore argentino, de Carlos Saura, 2015,  España -  Argentina -  Francia (fuera de concurso)

Cortometrajes
- Autos-Portraits (Carface), de Claude Cloutier, 2015,  Canadá
- Café froid (Cold Coffee), de Stephanie Lansaque y François Leroy, 2015,  Francia
- El adiós, de Clara Roquet, 2015,  España
- Ernie Biscuit, de Adam Elliot, 2015,  Australia
- Hyvää Joulua (Merry Christmas), de Matti Ijäs, 2015,  Finlandia
- Kasträts Kuilis (Castratus the Boar), de Lauris Abele & Raitis Abele, 2014,  Letonia
- Nothing Stranger, de Pedro Collantes, 2015,  España -  China -  Países Bajos
- Perdition County, de Raphaël Crombez, 2014,  Bélgica
- Presente imperfecto, Iair Said, 2015,  Argentina
- Sexy Laundry, de Izabela Plucinska, 2015,  Alemania -  Canadá -  Polonia
- Sî (Shadow), de Bülent Oztürk, 2015,  Bélgica -  Turquía
- Tank, de Raoul Servais, 2014,  Bélgica

### Punto de Encuentro
Largometrajes
- 2 yötä aamuun (Two Nights Till Morning), de Mikko Kuparinen, 2015,  Finlandia -  Lituania
- 3000 Layla (3000 Nights), de Mai Masri, 2015,  Palestina -  Líbano -  Francia
- À peine j’ouvre les yeux (As I Open My Eyes), de Leyla Bouzid, 2015,  Francia -  Túnez -  Bélgica
- A szerdai gyerek (The Wednesday Child), de Lili Horváth, 2015,  Hungría -  Alemania
- Domáci Pece (Home Care), de Slávek Horák, 2015,  República Checa
- El duelo del vino, de Nicolás Carreras, 2015,  Italia -  Argentina
- Flocken, de Beata Gårdeler, 2015,  Suecia
- Hector, de Jake Gavin, 2015,  Reino Unido
- How to Win at Checkers Every Time, de Josh Kim, 2015,  Tailandia -  India -  Estados Unidos -  Hong Kong
- La decisión de Julia, de Norberto López Amado, 2015,  España
- Les Cowboys, de Thomas Bidegain, 2015,  Francia -  Bélgica
- Min lilla syster (My Skinny Sister), de Sanna Lenke, 2015,  Suecia -  Alemania
- Princess, de Tali Shalom Ezer, 2014,  Israel

Cortometrajes
- Beeke, de Charlotte A. Rolfes, 2014,  Alemania
- Billy The Bully, de Wannes Destoop, 2014,  Bélgica
- La plague, de Keren Ben Rafael, 2015,  Francia
- Nkosi Coiffure, de Frederike Migom, 2015,  Canadá
- Stutterer, de Benjamin Cleary, 2015,  Reino Unido
- Tuolla puolen (Reunion), de Iddo Soskolne y Janne Reinikainen, 2015,  Finlandia
- Verigheta (Wedding Ring), de Gabriel Achim, 2015,  Rumania
- Whodunnit, de Kathrin Albers y Jim Lacy, 2014,  Alemania

Noche del corto español
- 14 anys i un día, de Lucía Alemany Compte, 2015
- En la azotea, de Damiá Serra, 2015
- Hermanos, de Javier Roldán, 2015
- Los Ángeles 1991, de Zacarías & Macgregor, 2015
- Marceline Blurr, de Nadia Mata, 2015
- Norte, de Javier García, 2015
- Un dedo en los labios, de Gustavo Martín Garzo y Gonzalo del Pozo Vega, 2015 (fuera de concurso)

### Tiempo de Historia
Compitieron los siguientes documentales:
- 3 1/2 Minutes Ten Bullets, de Marc Silver, 2015,  Estados Unidos
- Every Last Child, de Tom Roberts, 2014,  Emiratos Árabes Unidos -  Pakistán
- Hija de la laguna, de Ernesto Cabellos Damián, 2015,  Perú
- Je suis le peuple (I Am The People), de Anna Rousillon, 2014,  Francia
- La granja del Pas, de Sílvia Munt, 2015,  España
- Marzia, ystäväni, de Kirsi Mattila, 2015,  Finlandia
- Nelsons Nº5, de Carmen Cobos, 2015,  Países Bajos
- Reteaua (The Network), de Claudiu Mitcu, 2015,  Rumania -  Hungría
- Playing Lecuona, de Pavel Giroud y Juan Manuel Villar Betancort, 2015,  España -  Colombia
- The Amina Profile, de Sophie Deraspe, 2015,  Canadá
- The Russian Woodpecker, de Chad Gracia, 2015,  Ucrania -  Reino Unido -  Estados Unidos
- Tiempo suspendido, de Natalia Bruschtein, 2015,  México -  Argentina

Y fuera de concurso las siguientes proyecciones:
- Chicas nuevas 24 horas, de Mabel Lozano, 2015,  España -  Argentina -  Colombia -  Perú -  Paraguay
- Droga oral, de Chus Gutiérrez, 2015,  España
- El teatro del más allá. Chavín de Huántar, de José Manuel Novoa, 2015,  España -  Perú
- El testament de la Rosa, de Agustí Villaronga, 2015,  España
- Hitchcock/Truffaut, de Kent Jones, 2015,  Francia -  Estados Unidos
- Parler de Rose. Prisonnière de Hissène Habré, de Isabel Coixet, 2015,  España
- Une bombe de trop, de Audrey Valtille, 2015,  Francia

### DOC España
Se proyectaron los siguientes documentales:
- Dreams behind the Wall, de Elena Herreros Rivas, 2015.
- Eduardo Ducay. El cine que siempre estuvo ahí, de Vicky Calavia, 2015.
- Filosofia a la presó, de Gilbert Arroyo y Marc Parramon, 2015.
- Frankenstein 04155, de Aitor Rei, 2015.
- La Dècadence, de Augusto M. Torres, 2015.
- La selva inflada, de Alejandro Naranjo, 2015.
- La última feria, de Ricardo Íscar, 2015.
- Tánger Gool, de Juan Gautier, 2015.
- Tchindas, de Pablo García Pérez de Lara y Marc Serena, 2015.
- The Spanish Dancer, de Mar Díaz, 2015.
- Tras Nazarín, de Javier Espada, 2015 (fuera de concurso).

### Castilla y León en corto
Se proyectaron los siguientes cortometrajes:
- ¡Aupa Delibes!, de Daniel Rivas.
- A los ojos, de Mario Hernández.
- El pescador, de Alejandro Suárez Lozano.
- Flora, de Carlos González Velasco.
- Masai hoy, de Enrique Amigo (fuera de concurso).
- Yo, presidenta, de Arantxa Echevarría.
- Presión, depresión, expresión, de Isabel Medarde.
- Rupestre, de Enrique Diego.
- Sold Out, de Almudena Caminero.
- Tras bambalinas, de Rafa García.

### Castilla y León en largo
Se proyectaron cinco largometrajes:
- Bienvenido Mr. Heston, de Pedro Estepa Menéndez y Elena Ferrándiz Sanz.
- El espejo de la memoria, de Pablo Alonso González.
- Pasaje de vida, de Diego Corsini.
- Tierras construidas, de Arturo Dueñas.
- Eremita, de Francisco Hervada Martín.

### Ciclos
Tres ciclos distintos, cuyas proyecciones fueron las siguientes:
País invitado. Finlandia
- He ovat Paenneet (They Have Escaped), de Jukka-Pekka Valkeapää, 2014
- Hyvä Poika (The Good Son), de Zaida Bergroth, 2011
- Kauas Pilvet Karkaavat (Drifting Clouds), de Aki Kaurismäki, 1996
- Kekkonen Tulee! (Village people), de Marja Pyykkö, 2013
- Kerron Sinulle Kaiken (Open Up To Me), de Simo Halinen, 2013
- Lärjungen (The Disciple), de Ulrika Bengts, 2013
- Mielensäpahoittaja (The Grump), de Dome Karukoski, 2014
- Paha Pere (Bad Family), de Aleksi Salmenperä, 2010
- Katsastus, de Matti Ijäs, 1988
- Levoton veri, de Teuvo Tulio, 1946
- Maa on syntinen laulu, de Rauni Mollberg, 1973
- Mies, joka ei osannut sanoa EI, de Risto Jarva, 1975
- Neitoperho, de Auli Mantila, 1997
- Pojat, de Mikko Niskanen, 1962
- Valkoinen peura, de Erik Blomberg, 1952
- Joutilaat (The Idle Ones), de Susanna Helkey y Virpi Suutari, 2001
- Kovasikajuttu (The Punk Syndrome), de Jukka Kärkkäinen y Jani-Petteri Passi, 2012
- Melancholian 3 Huonetta (The 3 Rooms Of Melancholia), de Pirjo Honkasalo, 2004
- Miesten Vuoro (Steam Of Life), de Joonas Berghäll y Mika Hotakainen, 2010
- Laula Koti-Ikävästä (Finnish Blood Swedish Heart), de Mika Ronkainen, 2012

Inéditos. Talentos del siglo XXI
- De storste helte, de Thomas Vinterberg, 1996,  Dinamarca
- Die innere Sicherheit, de Christian Petzold, 2000,  Alemania
- Dokfah nai meu maan, de Apichatpong Weerasethakul, 2000,  Tailandia- Países Bajos
- Kasaba (La ciudad), de Nuri Bilge Ceylan, 1998,  Turquía
- Kinetta, de Yorgos Lanthimos, 2005,  Grecia
- La reine des pommes, de Valerie Donzelli, 2009,  Francia
- L'uomo in più, de Paolo Sorrentino, 2001,  Italia
- Made in Israel, de Ari Folman, 2001,  Israel
- Occident, de Cristian Mungiu, 2002,  Rumania
- Raghs dar ghobar, de Asghar Farhadi, 2003,  Irán
- River of Grass, de Kelly Reichardt, 1994,  Estados Unidos
- Un 32 août sur terre, de Denis Villeneuve, 1998,  Canadá

Seminci. Femenino singular
- An Angel at My Table (Un ángel en mi mesa), de Jane Campion, 1990
- Between the Devil and the Deep Blue Sea, de Marion Hänsel, 1995
- Emporte-moi, de Léa Pool, 1999
- Freud Flyttar Hemifran (Freud se va de casa), de Susanne Bier, 1991
- Función de noche, de Josefina Molina, 1981
- Ginger and Rosa, de Sally Potter, 2012
- Hola ¿estás sóla?, de Icíar Bollaín, 1995
- Kirshblüten-Hanami (Cherry Blossons), de Doris Dörrie, 2008
- Lille Soldat, de Annette K. Olesen, 2008
- Olivier, Olivier, de Agnieska Holland, 1992
- Pourquoi Pas!, de Coline Serreau, 1978
- Sam & Me, de Deepa Mehta, 1991
- Una estación de paso, de Gracia Querejeta, 1992
- Werther, de Pilar Miró, 1986
- Wilbur Wants to Kill Himself, de Lone Scherfig, 2002
- Wuthering Heights, de Andrea Arnold, 2011

### Seminci Joven
En la sección, destinada al público entre 12 y 18 años, se proyectaron las siguientes producciones:
- À peine j’ouvre les yeux (Cuando abro los ojos), de Leyla Bouzid, 2015,  Francia -  Túnez -  Bélgica
- Flocken (Asfixiada), de Beata Gårdeler, 2015,  Suecia
- Hatuna MeNiyar (Boda de papel), de Nitzan Gilady, 2015,  Israel
- Les Cowboys (Los cowboys), de Thomas Bidegain, 2015,  Francia -  Bélgica
- Los héroes del mal, de Zoe Berriatúa, 2015,  España
- Min lilla syster, de Sanna Lenke, 2015,  Suecia -  Alemania
- Mustang, de Deniz Gamze Ergüven, 2015,  Francia -  Turquía -  Alemania -  Catar
- Une histoire de fou, de Robert Guédiguian, 2015,  Francia -  Líbano

### Miniminci
Se proyectaron cinco largometrajes:
- El Jeremías, de Anwar Safa, 2015,  México
- El último mago o Bilembambudín, de Diego Rodríguez, 2014,  Argentina
- Quatsch und die Nasenbärbande, de Veit Helmer, 2014,  Alemania
- Song of the Sea, de Tomm Moore, 2014,  Irlanda -  Dinamarca -  Bélgica -  Luxemburgo -  Francia
- The Secret of Kells, de Tomm Moore y Nora Twomey, 2008,  Irlanda -  Francia -  Bélgica

### Spanish Cinema
Las producciones que participaron en esta sección fueron las siguientes:
- El país del miedo, de Francisco Espada.
- Felices 140, de Gracia Querejeta.
- Hablar, de Joaquín Oristrell.
- Las altas presiones, de Ángel Santos.
- Loreak, de Jon Garaño y José María Goenaga.
- Los exiliados románticos, de Jonás Trueba.
- Los héroes del mal, de Zoe Berriatúa.
- Murieron por encima de sus posibilidades, de Isaki Lacuesta.
- Musarañas, de Juanfer Andrés y Esteban Roel.
- Requisitos para ser una persona normal, de Leticia Dolera.
- Sonata per a violoncel (Sonata para violonchelo), de Anna María Bofarull.
- Un día perfecto, de Fernando León de Aranoa.

### ECAM+ESCAC
En conjunto, las producciones que se proyectaron fueron:
- Cuatro días de octubre, de Àlvar Andrés Elias, 2015.
- Delta, de Joan Fuentelsaz, 2015.
- La cueva sagrada, de Aleix Massot, 2015.
- Lina, de Nur Casadevall, 2015.
- Mater Salvatoris, de Marc Barceló, 2015.
- Només els valents, de Blanca Vendrell, 2015.
- Todo lo que callas, de Ana Ferron, 2015.
- Clases particulares, de Alauda Ruiz de Azúa, 2005.
- El hombre del saco, de Miguel Ángel Vivas, 2003.
- Fase terminal, de Marta Génova, 2010.
- La noche de las ponchongas, de Roberto Bueso, 2013.
- Los planes de Cecilia, de Belén Gómez Sanz, 2009.
- Martina y la luna, de Javier Loarte, 2008.
- Puzzles, de Paco Plaza, 2000.
- Shoot for the Moon, de Casandra Macías Gago, 2011.

### Proyecciones Especiales
- La Batalla de Chile, de Patricio Guzmán, 1972,  Venezuela -  Francia -  Cuba -  Chile
- La naturaleza de las cosas, de Roberto Lozano Bruna, 2015,  España
- Teresa, de Jorge Dorado, 2015,  España
- Gurba (la condena), de Miguel Ángel Tobías, 2014,  España
- Bronenosez Potemkin, de Serguéi Eisenstein, 1925,  Rusia

### Cine&Vino
Se proyectaron las siguientes películas relacionadas con el vino:
- Barolo Boys. The Story of a Revolution, de Paolo Casalis y Tiziano Gaia, 2014,  Italia
- Jerez & el misterio del Palo Cortado, de José Luis López-Linares, 2015,  España
- The Duel of Wine, de Nicolás Carreras, 2015,  Italia- Argentina
- Vinodentro, de Ferdinando Vicentini Ornani, 2013,  Italia

### Coppola y alrededores
Se proyectaron los siguientes largometrajes:
- Finian’s Rainbow, de Francis Ford Coppola, 1968,  Estados Unidos
- Hammett, de Wim Wenders, 1982,  Estados Unidos
- Hearts of Darkness: A Filmmaker’s Apocalypse, de Fax Bahr, George Hickenlooper y Eleanor Coppola, 1991,  Estados Unidos
- The Rain People, de Francis Ford Coppola, 1969,  Estados Unidos
- THX 1138, de George Lucas, 1971,  Estados Unidos

## Jurados
El certamen contó con los siguientes jurados: Jurado Internacional, Punto de Encuentro, Tiempo de Historia, FIPRESCI, Doc. España, Jurado Joven Sección Oficial, Jurado Joven Punto de Encuentro, Púbico y Castilla y León en corto.
Jurado Internacional
- Goran Paskaljević
- Lola García Rodríguez
- Pirjo Honkasalo
- Niki Karimi
- Fernando Lara
- Luciano Sovena
- Hebe Tabachnik

Jurado Punto de Encuentro
- Rita Goegebeur
- Laura Mañá
- Felipe Vega

Jurado Tiempo de Historia
- Carles Bosch
- Alejandra Islas
- Juan Antonio Pérez Millán

Jurado FIPRESCI
- Margarita Chapatte
- Živa Emeršič
- Antti Selkokari

Jurado Doc. España
- Arantxa Aguirre
- Roberto Lozano Bruna
- Belén Santos

Jurado Joven Sección Oficial
- Carlos Bezos Alfageme
- Álvaro de la Parte Pérez
- Noa González Cabrera
- María González Escartín
- Estefanía Juárez Paredes

Jurado Joven Punto de Encuentro
- Beatriz Martín Prieto
- Sofía Martínez San Millán
- Iris Pascual Gutiérrez
- Beatriz Sánchez Fernández
- Óscar Zapico Alonso

## Palmarés
El palmarés fue el siguiente:

### Sección Oficial
- Espiga de Oro Largometraje: Hrútar (Rams, el Valle de los Carneros), de Grimur Hakonarson, 2015,  Islandia
- Premio 'Miguel Delibes' al Mejor Guion: Aurora, de Rodrigo Sepúlveda, 2014,  Chile
- Espiga de Plata Largometraje: Mustang, de Deniz Gamze Ergüven, 2015,  Turquía -  Francia -  Alemania -  Catar
- Premio 'Pilar Miró' al Mejor Nuevo Director: Hrútar (Rams, el Valle de los Carneros), de Grimur Hakonarson, 2015,  Islandia y Mustang, de Deniz Gamze Ergüven, 2015,  Turquía -  Francia -  Alemania -  Catar
- Premio al Mejor Director: An (Una pasteleria en Tokio), de Naomi Kawase, 2014,  Francia -  Japón -  Alemania
- Premio al Mejor Actor: Gunnar Jónsson por Fúsi (Virgin Mountain), de Dagur Kári, 2014,  Islandia -  Dinamarca
- Premio a la Mejor Actriz: Charlotte Rampling por 45 Years, de Andrew Haigh, 2015,  Reino Unido
- Premio a la Mejor Dirección de Fotografía: Tikkun, de Avishai Sivan, 2015,  Israel
- Premio EFA Short Film Nominee Valladolid: El adiós, de Clara Roquet, 2015,  España
- Espiga de Oro Cortometraje: El adiós, de Clara Roquet, 2015,  España
- Espiga de Plata Cortometraje: Café froid (Cold Coffee), de Stephanie Lansaque y François Leroy, 2015,  Francia y Tank, de Raoul Servais, 2014,  Bélgica
- Premio del Público Sección Oficial: Mustang, de Deniz Gamze Ergüven, 2015,  Turquía -  Francia -  Alemania -  Catar
- Premio Jurado Joven Sección Oficial: Hrútar (Rams, el Valle de los Carneros), de Grimur Hakonarson, 2015,  Islandia
- Premio FIPRESCI (Premio de la Federación Internacional de la Prensa Cinematográfica): Mustang, de Deniz Gamze Ergüven, 2015,  Turquía -  Francia -  Alemania -  Catar
- Sociograph Award: Mustang, de Deniz Gamze Ergüven, 2015,  Turquía -  Francia -  Alemania -  Catar

### Punto de Encuentro
- Mejor Largometraje Punto de Encuentro: 2 yötä aamuun (Two Nights Till Morning), de Mikko Kuparinen, 2015,  Finlandia -  Lituania
- Mejor Cortometraje Extranjero Punto de Encuentro: Nkosi Coiffure, de Frederike Migom, 2015,  Canadá
- Premio 'La noche del corto Español': En la azotea, de Damiá Serra, 2015
- Premio del Público Punto de Encuentro: 3000 Layla (3000 Nights), de Mai Masri, 2015,  Palestina -  Líbano -  Francia
- Premio Jurado Joven Punto de Encuentro: Domáci Pece (Home Care), de Slávek Horák, 2015,  República Checa

### Tiempo de Historia
- Primer Premio Tiempo de Historia: La granja del Pas, de Sílvia Munt, 2015,  España
- Segundo Premio Tiempo de Historia: Je suis le peuple (I Am The People), de Anna Rousillon, 2014,  Francia

### Castilla y León
- Premio Castilla y León en Corto: El pescador, de Alejandro Suárez Lozano

### Doc. España
- Mejor Documental Nacional de Doc. España: Filosofia a la presó, de Gilbert Arroyo y Marc Parramon, 2015
- Mención Especial DOC. España: Frankenstein 04155, de Aitor Rei, 2015 y La selva inflada, de Alejandro Naranjo, 2015

### Otros
- Premio Seminci joven: Mustang, de Deniz Gamze Ergüven, 2015,  Turquía -  Francia -  Alemania -  Catar